# Nostoc
Nostoc is een geslacht van cyanobacteriën, die bolvormige of huidachtige kolonies vormen uit lange, onvertakte celkoorden in een geleiachtige schaal. Ze bevatten groene kleurstoffen in het cytoplasma en fotosynthetiseren. Gespecialiseerde heterocysten binnen de celketens zijn verantwoordelijk voor het binden van stikstof. Nostoc werd door de Vereniging voor Algemene en Toegepaste Microbiologie uitgeroepen tot "Microbe van het jaar 2014".

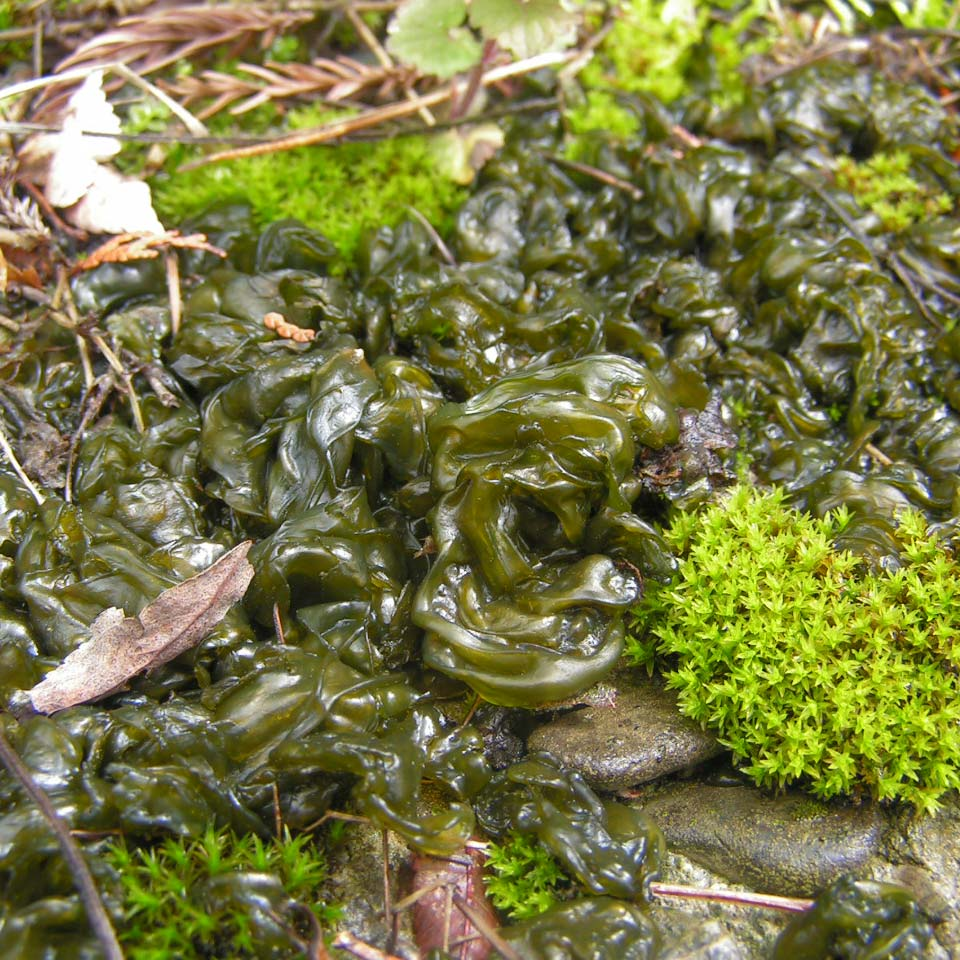

## Voorkomen
Er zijn Nostoc-soorten die in watermassa's leven, bijvoorbeeld op de bodem van zoetwatervijvers en -bronnen (zie bijvoorbeeld vijverpruim). Ze worden ook zeer zelden aangetroffen in zout water. Nostoc-kolonies zijn ook buiten het water te vinden, ook op paden en stenen. Als ze droog zijn, zijn de kolonies flinterdun. Als er water wordt toegevoegd, bijvoorbeeld na een regenbui, zwellen ze op tot een geleiachtige massa.
Veel Nostoc-soorten leven in symbiose met planten of schimmels. Ze komen bijvoorbeeld voor als fotobionten in korstmossen. Bovendien kunnen ze leven in de watervaren Azolla en in hoornwortels. Verschillende Nostoc-stammen leven in symbiose met vertegenwoordigers van het tropische plantengeslacht Gunnera (mammoetblad). De symbiosepartners profiteren van het vermogen van de cyanobacteriën om atmosferische stikstof tot ammonium te reduceren.

## Soorten
Nostoc behoort tot de familie Nostocaceae. Hier is een selectie van enkele soorten:
- Nostoc azollae
- Nostoc caeruleum
- Nostoc carneum
- Nostoc comminutum
- Nostoc commune
- Nostoc ellipsosporum
- Nostoc flagelliforme
- Nostoc linckia
- Nostoc longstaffi
- Nostoc microscopicum
- Nostoc muscorum
- Nostoc paludosum
- Nostoc pruniforme
- Nostoc punctiforme
- Nostoc sphaericum
- Nostoc spongiaeforme
- Nostoc verrucosum
- Nostoc zetterstedtii